# Nowy Port
 (novembre 2023).
Si vous disposez d'ouvrages ou d'articles de référence ou si vous connaissez des sites web de qualité traitant du thème abordé ici, merci de compléter l'article en donnant les références utiles à sa vérifiabilité et en les liant à la section « Notes et références ».
Nowy Port (français : Nouveau Port ; allemand : Neufahrwasser) est un arrondissement du nord-ouest de Gdańsk. Sa population est estimée à 11 950 habitants en [Quand ?]. Considéré comme le quartier difficile de la ville, il abrite cependant des institutions socio-culturelles de valeur comme le Centre d'art contemporain « Les bains 2 » - Centre d'éducation artistique, le cinéma Kinoport, le foyer Dom na skraju (Maison sur la lisière). 

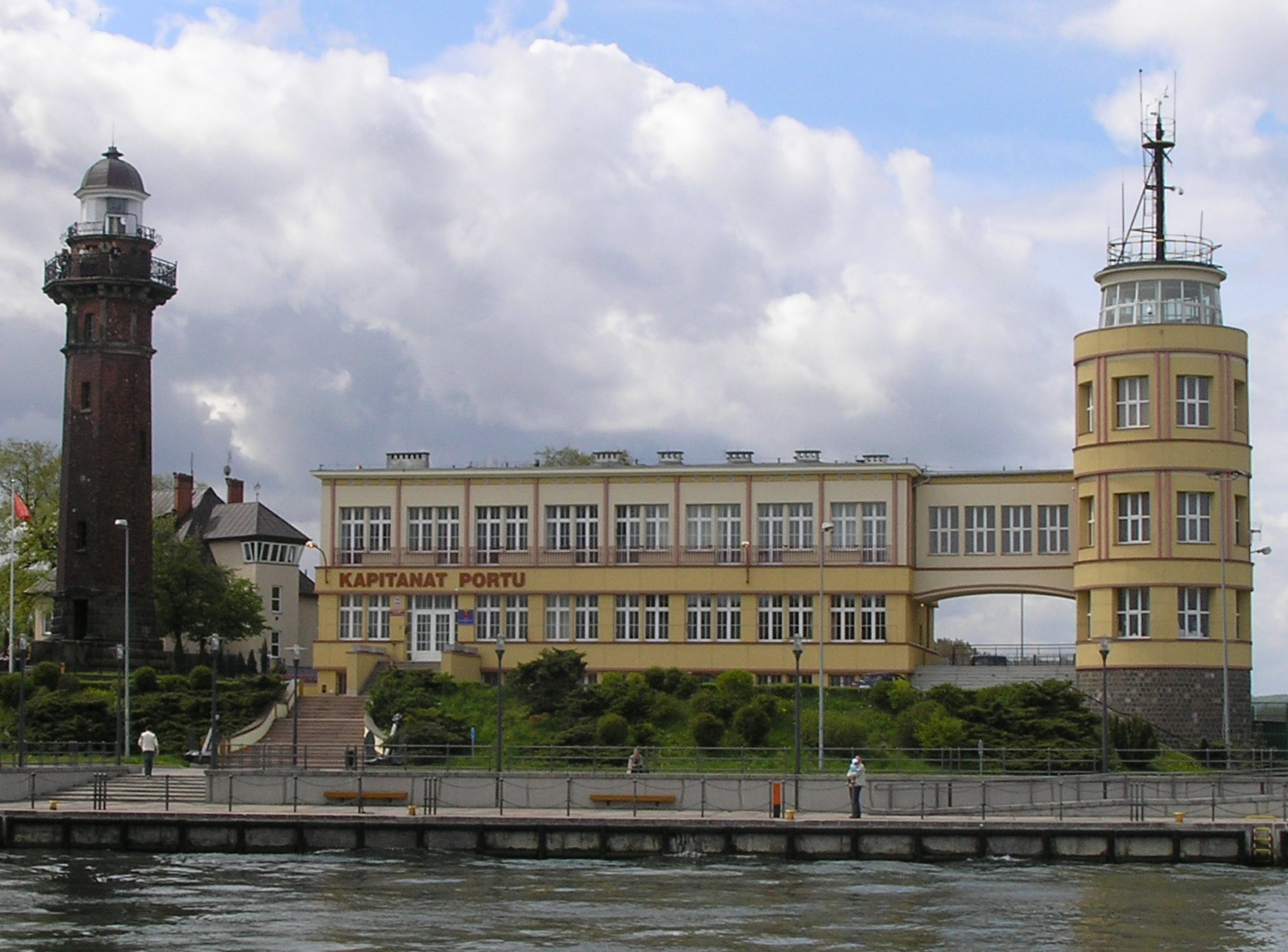
Capitainerie du port de Gdańsk.